# Niko Sigur
Niko Sigur (Burnaby, 9 de septiembre de 2003) es un futbolista canadiense, nacionalizado croata, que juega en la demarcación de centrocampista para el HNK Hajduk Split de la Primera Liga de Croacia.

## Trayectoria
Tras formarse como futbolista en las categorías inferiores del HNK Hajduk Split, finalmente el 22 de abril de 2023 debutó con el primer equipo en la Primera Liga de Croacia en un partido contra el NK Varaždin que finalizó con un resultado de 2-0 a favor del equipo splitense. El 10 de agosto de 2023 debutó en la Liga Conferencia de la UEFA contra el PAOK de Salónica FC en un partido que finalizó con un marcador de empate a cero.

## Clubes
| Club             | País    | Año       | Partidos | Goles |
| ---------------- | ------- | --------- | -------- | ----- |
| HNK Hajduk Split | Croacia | 2023-act. | 79       | 4     |